# Margareta, grofica Anjoua
Margareta Anžuvinska (1272. – 31. prosinca 1299.) bila je grofica vladarica Anjoua i Mainea te grofica supruga Valoisa, Alençona i Perchea. Margaretin otac bijaše kralj Karlo II. Napuljski, a majka Marija Arpadović, kći ugarskog kralja.
Rođena 1272., Margareta (francuski Marguerite) udala se za francuskog princa Karla, grofa Valoisa. Karlo je bio član dinastije Capet. Margaretin je otac dao Margareti grofovije Anjou i Maine kao miraz. 
U kolovozu 1290. godine, Margareta se udala za Karla, a ovo su Karlova i Margaretina djeca:
- Izabela – supruga Ivana III. Bretonskog
- Filip VI., kralj Francuske
- Ivana Valois, grofica Hainauta
- Margareta Valois, grofica Bloisa[1] – supruga grofa Bloisa
- Karlo II., grof Alençona[2]

Margareta je umrla prije supruga.